# Kernkraftwerk Temelín
Das Kernkraftwerk Temelín (tschechisch Jaderná elektrárna Temelín; Abk. JETE, seltener auch JET oder ETE) nahe Temelín ist hinsichtlich der Leistung mit 2164 MW das größte Kraftwerk in Tschechien, es entstand zur Zeit der Tschechoslowakei und wird vom Eigentümer ČEZ betrieben. Neben dem Bau zweier weiterer Blöcke ist derzeit vorgesehen, bis 2032 auf dem Kraftwerksgelände den neuen „Nuklearpark Südböhmen“ aus kleinen modularen Reaktoren zu errichten, wobei sich herausstellte, dass dafür nunmehr Reaktoren bis zu einer Leistung von 498 MWe (entspricht der Leistung eines Dukovany-Blockes) geplant sind.

## Standort

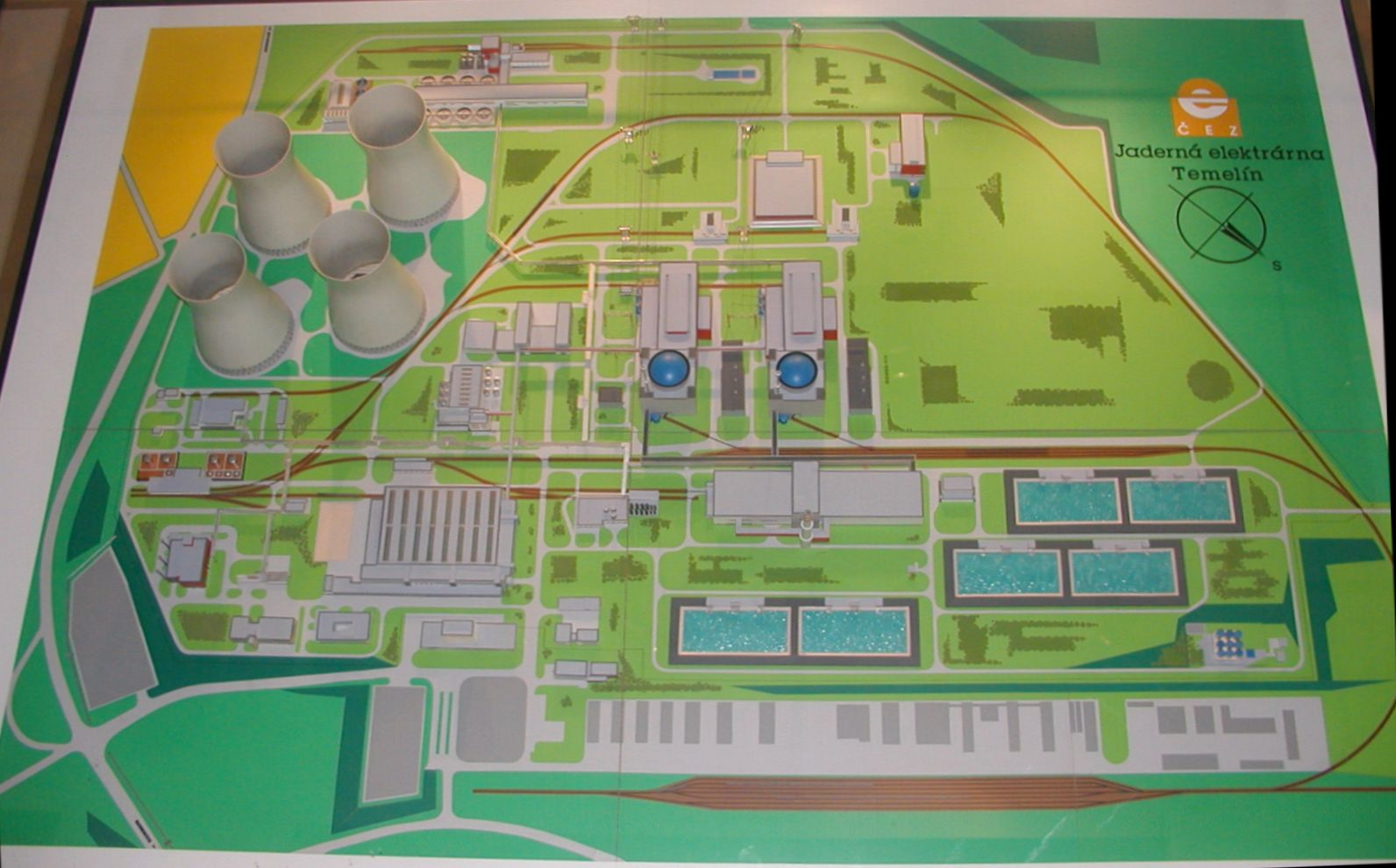
Ein Modell von Temelín im dortigen Infozentrum. Die hellgrüne Fläche rechts von den fertiggestellten Blöcken war bis 2014 für eine Erweiterung um zwei Blöcke vorgesehen.

Das Kraftwerk liegt in der Nähe der Ortschaft Temelín, 24 km nördlich von Budweis in der Region Südböhmen, 50 km von der österreichischen und 60 km von der deutschen Grenze entfernt.
Das Gelände des Kraftwerks ist 1,45 km² groß, davon sind 1,23 km² umzäunt. Über die Bahnstrecke Číčenice–Týn nad Vltavou ist das Kraftwerk an das Schienennetz angebunden.
Das Gebiet war als Standort für den Bau eines Kernkraftwerks in vielerlei Hinsicht geeignet: der Wasserbedarf der Turbinen und des Kühlsystems kann durch die Nähe zur Moldau (5 km westlich) und der eigens dafür errichteten Talsperre Hněvkovice gedeckt werden. Es ist hoch gelegen (500 m ü. d. M.), so dass keine Flutgefährdung besteht. Das Gelände ist geologisch stabil und seismisch ruhig (Böhmische Masse).
Das Kraftwerk Temelín liegt im Südwesten des Landes. Aus ökonomischer und energetischer Sicht können die Regionen einfacher versorgt werden, die von anderen Kraftwerken (v. a. den Kohlekraftwerken Nordböhmens) weit entfernt sind.

## Geschichte

### Bau des Kraftwerks

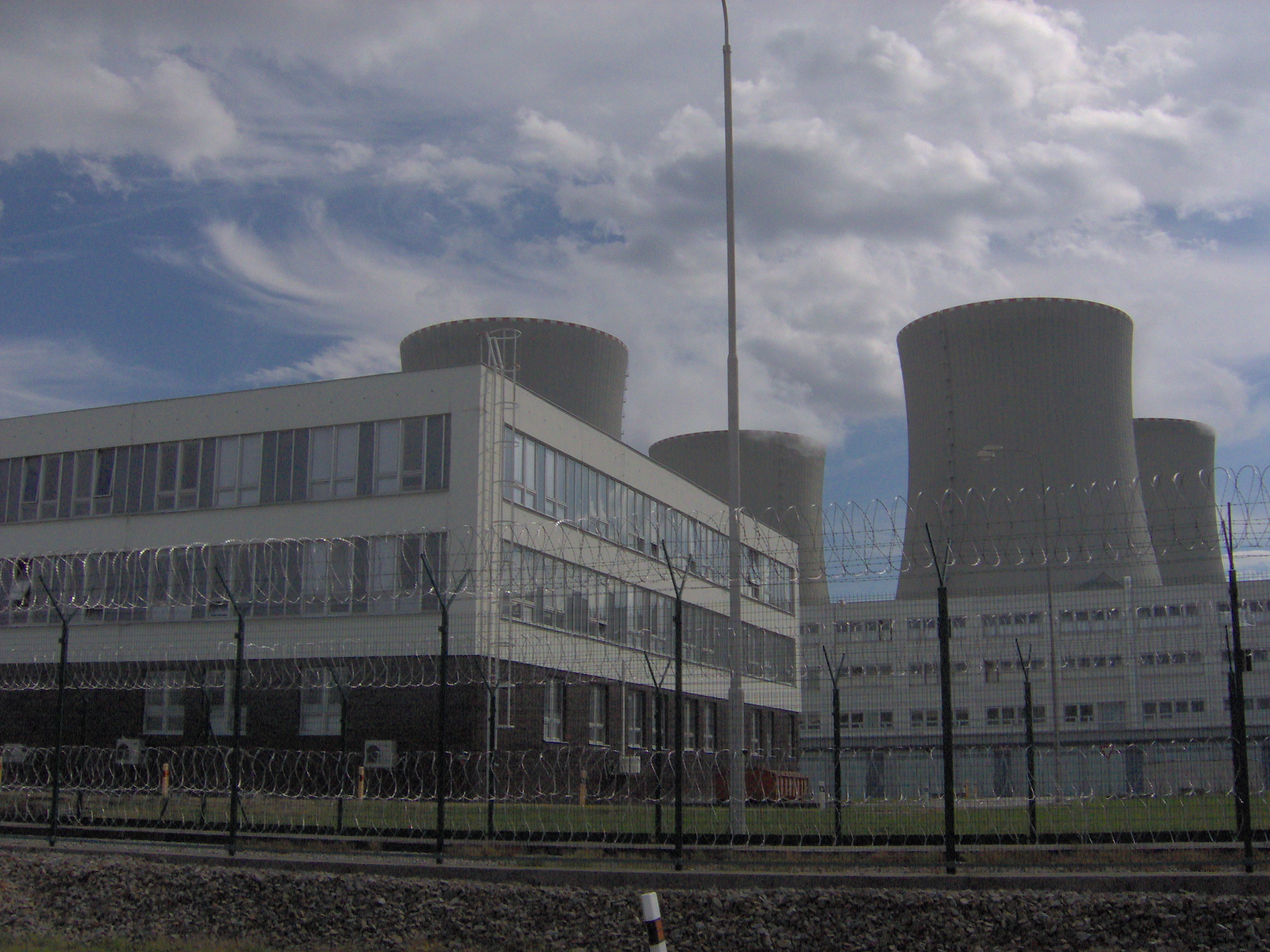
Die Kühltürme und der Sicherheitszaun des Kraftwerks

1979–1980 fiel die Entscheidung, ein Kraftwerk zu bauen, das aus vier WWER-1000/320-Druckwasserreaktoren bestehen sollte. Der Bau begann im März 1987. Im Jahre 1990 entschied die neue Regierung des Ministerpräsidenten Marián Čalfa, das Projekt zu reduzieren und nur noch zwei Reaktor-Blöcke fertigzustellen. Es folgte daraufhin eine Neubewertung der Anlage. Da das sowjetische Reaktordesign mit den westlichen Normen im Reaktorbau nicht 100 % kompatibel war, mussten zahlreiche Komponenten umgeplant werden, da die tschechische Regierung eine internationale Ausschreibung des Projektes vertrat.
Das Projekt wurde mehrmals durch die IAEO überprüft und unter Vorbehalt einiger Änderungen, wie dem Einbau eines modernen digitalen Sicherheitssystems oder der Errichtung eines Kraftwerkssimulators, für durchführbar befunden. Mit der Ausführung des Projekts wurde Westinghouse beauftragt. Ab 5. Juli 2000 wurde der erste Block zur Inbetriebnahme vorbereitet. Am 9. Oktober 2000 wurde er erstmals in Betrieb genommen, am 8. April 2003 der zweite Block. In den Jahren 2000–2005 kam es im KKW zu 15 Störungen (Stufe 1, niedrigste Stufe nach INES).
Nach einem Ausschreibungsverfahren unterzeichnete am 16. Mai 2006 ČEZ einen Vertrag mit der russischen Firma TWEL über die Lieferung des Kernbrennstoffes ab 2010. Zu diesem Zeitpunkt lief der bisherige Vertrag mit Westinghouse ab. ČEZ bezieht von TWEL bereits den Brennstoff für das Kernkraftwerk Dukovany.

### Ausbaupläne
Seit Ende 2007 beabsichtigte ČEZ, zwei weitere Reaktoren zu errichten. Grund dafür sei, dass es in den nächsten Jahren zu Energieproblemen kommen könne und der Ausbau von Temelín die preisgünstigste Lösung sei. Vom 22. September bis zum 11. Oktober 2008 fand in Bayern und Sachsen das grenzüberschreitende Vorverfahren zur Umweltverträglichkeitsprüfung (kurz UVP) gemäß der Espoo-Konvention statt. Die UVP sah den Bau von zwei Reaktoren mit einer Leistung zwischen 1000 und 1600 MW vor. Der Anti-Atom-Beauftragte des Landes Österreich, Radko Pavlovec, kritisierte die Reaktorbaulinien, die für das Projekt angedacht waren, da keine dieser Linien bereits im Betrieb erprobt worden war. Anfang August 2009 wurde das Ausschreibungsverfahren für den Bau der Reaktorblöcke eröffnet. Umweltgruppen aus Österreich, Bayern und Tschechien hofften, durch Proteste gegen ein Endlager in Tschechien den Ausbau der Anlage verhindern zu können.
Im Mai 2013 äußerte der tschechische Finanzminister Miroslav Kalousek Zweifel an der wirtschaftlichen Rentabilität des Ausbaus. Der Ausbau sei unter den damaligen Umständen „eine ökonomisch außerordentlich riskante Investition“, wodurch die Sicherheit, dass sich der Bau auch amortisiere, zurückgegangen sei. Demnach habe auch der zukünftige Betreiber ČEZ, Zweifel an der Rentabilität und deshalb eine staatliche Bürgschaft angefordert. Diese sollte die Differenz zwischen den Stromgestehungskosten des Kraftwerks und den Marktpreisen decken, falls das Kraftwerk nicht zu Marktpreisen produzieren könne und könne Kalousek zufolge den Staat teuer zu stehen kommen. Auch Außenminister Karel Schwarzenberg forderte eine Neukalkulation der Wirtschaftlichkeit. Während die Börsenstrompreise deutlich gefallen seien, sei es aufgrund neuer Sicherheitsmaßnahmen infolge der Nuklearkatastrophe von Fukushima zu Verteuerungen bei der Entwicklung der Kraftwerke gekommen. Premierminister Petr Nečas und Wirtschaftsminister Martin Kuba kritisierten diese Äußerungen und sprachen sich für den Neubau aus. Im Juli 2013 legte die tschechische Regierung die Pläne vorerst auf Eis. Im April 2014 erklärte ČEZ die Erweiterungspläne für beendet und sagte den drei Herstellern Westinghouse, Areva und einem russisch-tschechischen Konsortium ab. Das Projekt rechne sich nicht, insbesondere nachdem die tschechische Regierung zuvor Subventionen in Form von Einspeisevergütungen oberhalb des Marktpreises ausgeschlossen hatte.
Seit 2022 ist wieder vorgesehen, das Kraftwerk um die beiden Blöcke 3 und 4 zu erweitern. Der Betreiber ČEZ plante Stand 2023 außerdem, bis 2032 auf dem Kraftwerksgelände einen neuen Atompark mit dem Namen „Nuklearpark Südböhmen“ aus 300 MW starken kleinen modularen Reaktoren von GE Hitachi Nuclear Energy zu errichten. Im Oktober 2024 wurde bekannt, dass sich ČEZ an Rolls-Royce beteiligen und im Nuklearpark den Reaktor errichten will, den Rolls-Royce unter der Bezeichnung SMR, allerdings mit einer Leistung von 470 MWe zu entwickeln plant. 
Im Dezember 2024 wurde von der tschechischen Regierung eine Umweltverträglichkeitsprüfung und vorab ein Scoping Verfahren unter dem Titel "Neue SMR-Kernkraftanlage am Standort Temelin" eingeleitet. Aus den dazu veröffentlichten Unterlagen geht hervor, dass Rolls-Royce SMR seinen Reaktor nun mit einer Leistung von 498 MWe zu entwickeln angibt - damit hätte ein solcher Reaktor etwa dieselbe Leistung wie ein Dukovany-Reaktor. Noch zwei weitere Reaktoren, die als Optionen für den Nuklearpark in Temelin genannt werden, liegen über der SMR-Definition der IAEA (bis zu 300 MWe): Für das AKW-Modell von Westinghouse werden 330 MWe, das von EDF 340 MWe angegeben.

## Technische Daten
Auf dem etwa 125 Hektar großen Areal des Kernkraftwerks befinden sich neben allgemeinen Einrichtungen wie dem Verwaltungsgebäude, dem Trainings- bzw. Ausbildungsgebäude, den Werkstätten und dem Sicherheitszentrum zahlreiche Einrichtungen die für den Betrieb einer solchen Anlage notwendig sind. Beispielsweise sind Gebäude zur Kühlwasseraufbereitung, Lagerhallen und 4 Kühltürme mit einer Höhe von je 155 m und einem Durchmesser von 130 m vorhanden.
Bei eventuellen Störungen stehen u. a. die Notstromversorgung, bestehend aus Dieselgeneratoren, eine Brandschutzstation und eine eigene Poliklinik bereit.

### Die Reaktorgebäude
Das Herzstück des Kraftwerks bilden zwei Blöcke, die separat voneinander betrieben werden. Jeder Block besteht aus einem Reaktorgebäude und einem Maschinengebäude.
Die Reaktorgebäude sind nur über Sicherheitsbrücken erreichbar und enthalten je eine Blockwarte in der rund um die Uhr ein Blockleiter sowie zwei Operatoren arbeiten.
In jedem Reaktorgebäude befindet sich auch das sogenannte Containment mit einer Wandstärke von 1,2 m, dem Innendurchmesser 45 m, der Höhe 38 m und einer 8 mm starken Stahlauskleidung. Das Containment ist hermetisch abgeriegelt und enthält den gesamten radioaktiven Teil des Kraftwerkes, also den Reaktor sowie alle zugehörigen Systeme wie auch den gesamten Primärkreislauf.
Die beiden Druckwasserreaktoren des Kraftwerks sind vom Typ WWER 1000/320 und haben je eine thermische Leistung von 3000 MW. Laut ČEZ sind alle sicherheitsrelevanten Einrichtungen des Reaktorgebäudes dreifach redundant vorhanden.
Der aus den Reaktorgebäuden kommende Frischdampf wird in dem jeweiligen Maschinenraum durch eine Turbine geleitet, die einen Turbogenerator mit einer Spannung von 24 kV antreibt, die anschließend auf 400 kV transformiert und in die zwei Kilometer entfernte Schaltanlage Kočín geleitet wird. Insgesamt kann pro Block eine Leistung von etwa 1013 MW erreicht werden.

### Zuverlässigkeit
Im Power Reactor Information System (PRIS) der IAEA werden auch die Betriebsdaten der Reaktoren in Tschechien publiziert. Der „Operating Factor“ (OF) dokumentiert den Anteil der Betriebszeit mit Stromeinspeisung an der Gesamtdauer eines Jahres: beide Temelin-Reaktoren stehen in etwa so häufig zur Stromerzeugung bereit wie der weltweite Durchschnitt. Block 1 erreicht über seine Gesamtbetriebszeit bis 2024 einen mittleren Operating Factor von 77,3 %, Block 2 einen Operating Factor von 79,2 %. Die Einsatzgrade der Reaktoren in Temelin haben sich allerdings in den vergangenen Jahren verbessert. So war das Kraftwerk anfangs von seinem Einsatzgrad her etwa mit Biblis vergleichbar (Block A: 68 %, Block B: 73 %). In den Jahren 2020–2023 hatten Temelin-1 und Temelin-2 laut PRIS bereits einen OF von 82–85 % respektive 84–85 %. Andere moderne Druckwasserreaktoren wie der koreanische OPR-1000, der kanadische Candu 6 oder der deutsche Konvoi erreichen Einsatzgrade von um die 90 %.

## Widerstände gegen das Kraftwerk
Der Bau und Betrieb des Kraftwerks verursachte eine Vielzahl an Protesten und eine zeitweise Verschlechterung des politischen Klimas zwischen Tschechien und dem benachbarten Österreich.

### Proteste von tschechischer Seite

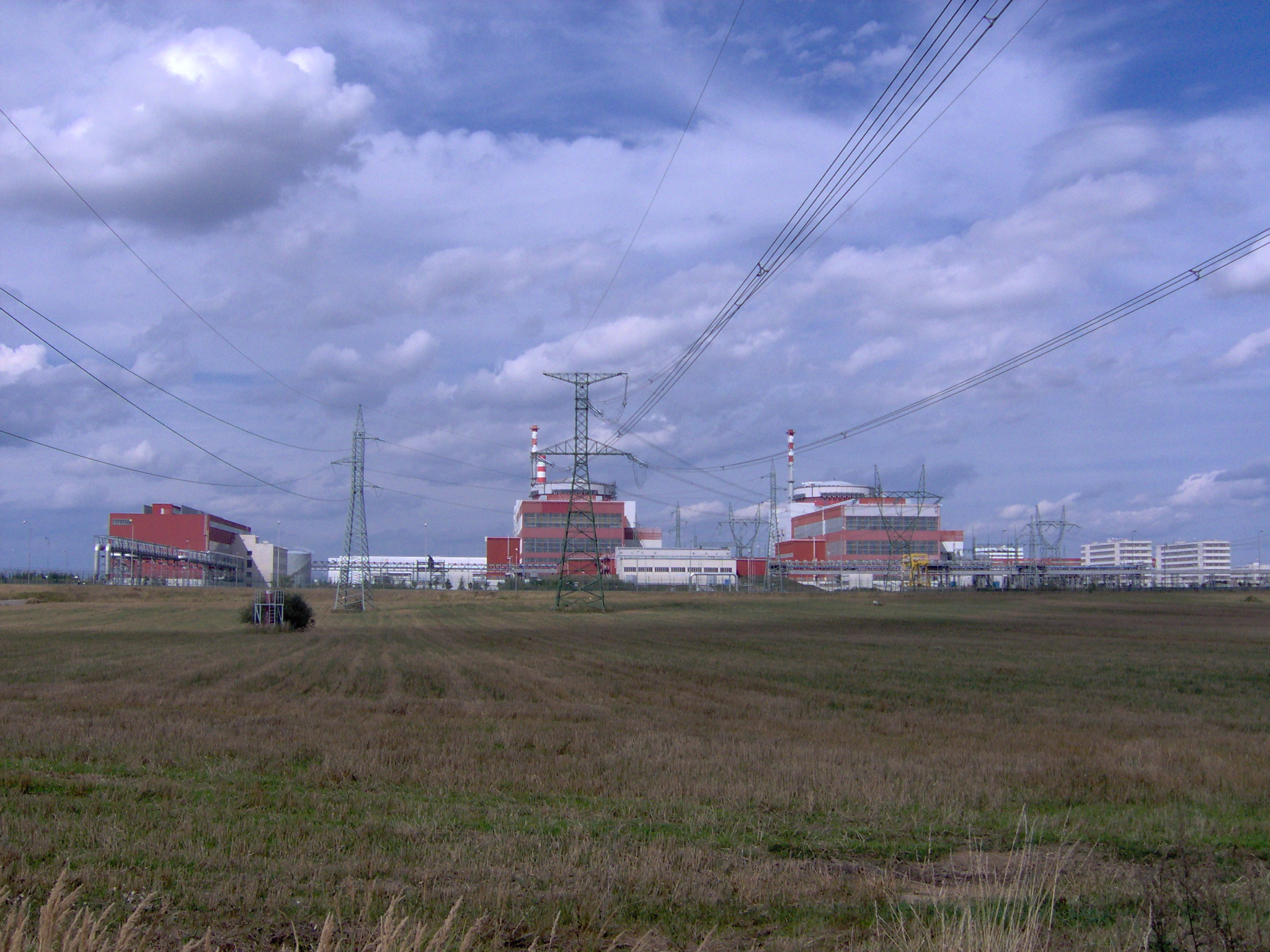
Die beiden Reaktorgebäude

Gleich zu Beginn der Vorbereitungsarbeiten setzten erste Proteste ein, die vor allem individueller Art waren und sich gegen nicht kompensierte Hausabrisse und Vermögensnachteile wandten. Laut einer 1987 in České Budějovice durchgeführten Umfrage kritisierte die Mehrheit der Bürger einen Mangel an Informationen über den Kraftwerksbau. Nach der Wende wurden zwar Umweltverträglichkeitsprüfungen bei Bauvorhaben per Gesetz vorgeschrieben, die Regierung stellt sich jedoch auf den Standpunkt, dass das Kraftwerk bereits 1986 genehmigt worden war und daher keine UVP nötig wäre. Die UVP wurde schließlich nach Protesten in Tschechien im Rahmen des Melker Protokolls auch auf das AKW angewendet. In den Jahren nach 1998 kam es zu mehreren organisierten Protestaktionen auf tschechischer Seite, die von verschiedenen Bürgerinitiativen initiiert wurden. 1991, am fünften Jahrestag der Katastrophe von Tschernobyl, kam es zur größten Aktion: die Organisationen „Kinder der Erde“ aus Prag, „Südböhmische Mütter“ und der „Budweiser Bund der Naturschützer“ organisierten einen Marsch von Týn nad Vltavou bis zur Baustelle. Bei einer Unterschriftenaktion im Jahr 2000 wurden 70.000 Unterschriften für die Abhaltung eines Referendums über das AKW gesammelt, es kam jedoch zu keiner parlamentarischen Abstimmung über das Thema.
Laut Meinungsumfragen wurde der Kraftwerksbau auf tschechischer Seite zu jedem Zeitpunkt von mindestens der Hälfte der Bevölkerung befürwortet, im Jahr 2000 lag die Zustimmung beispielsweise bei 71 Prozent.

### Proteste von österreichischer Seite
Die kritische Haltung zur Atomkraft geht in Österreich bis zur Abstimmung über die Inbetriebnahme des bereits fertiggestellten Kernkraftwerks Zwentendorf (1978) zurück und wurde durch die Nuklearkatastrophe von Tschernobyl (seit dem 26. April 1986) deutlich verstärkt. Politische Parteien griffen die Sorgen der Bevölkerung über das grenznahe Kraftwerk und eine nukleare Kontaminierung im Falle eines Unfalls auf. Es folgten Grenzblockaden und Protestmärsche. 2001 organisierte die FPÖ ein Volksbegehren „Veto gegen Temelin“; es wurde von 900.000 Menschen unterzeichnet. Verknüpft wurde das Thema mit der Aufnahme Tschechiens in die EU, die zur selben Zeit lief und die von Österreich stark befürwortet wurde. Um die EU-Erweiterung nicht zu gefährden, wurde der „Melker Prozess“ initiiert, der Fragen und Probleme rund um das Kernkraftwerk Temelín lösen sollte. Tschechien und neun andere Staaten des ehemaligen Ostblocks traten zum 1. Mai 2004 der EU bei.

#### Melker Protokoll
Im „Melker Protokoll“ (oft „Melker Abkommen“ genannt) über Verhandlungen zwischen der  österreichischen Bundesregierung und der tschechischen Regierung wurden im Jahre 2001 Bedingungen für einen Dauerbetrieb Temelíns formuliert – hauptsächlich eine Umweltverträglichkeitsprüfung von Temelín nach europäischen Richtlinien und bessere Information der österreichischen Bundesregierung (insbesondere bei INES-1-Störungen). Ursprünglich sollte das Melker Protokoll in den Beitrittsvertrag Tschechiens zur EU aufgenommen und somit auf EU-Ebene verankert werden; dies wurde vom Vereinigten Königreich aber abgelehnt. Das Protokoll wurde bilateral zwischen Österreich und Tschechien geschlossen. Bei Aufnahme des Vollbetriebs in Temelín im Jahr 2006 wurde auf Antrag von oberösterreichischen Abgeordneten im Nationalrat ein Antrag beschlossen, der  die Regierung zu einer internationalen Klage gegen Tschechien wegen Nichteinhaltung des Protokolls aufforderte. Es zeigte sich, dass die Regierung keine Rechtsmittel besaß, eine solche Klage einreichen zu können.

#### Proteste des Bundeslandes Oberösterreich
Oberösterreich grenzt unter anderem an Südböhmen.
Die Oberösterreichische Landesregierung protestierte jahrelang gegen das Kernkraftwerk Temelín und sprach von Risikoreaktoren.

## Gutachten 2013
Im August 2013 beendete Dieter Majer (Leiter der Abteilung „Sicherheit kerntechnischer Einrichtungen“ im deutschen Bundesumweltministerium bis zu seiner Pensionierung 2011) eine Schrift mit dem Titel Mögliche Schwachstellen im Primärkreislauf des tschechischen Atomkraftwerkes Temelin 1 (erstellt im Auftrag Bündnis 90/Die Grünen Bundestagsfraktion).
Das Gutachten zeigt, dass Schweißnähte am Reaktordruckbehälter (sie müssen 348 °C und 160 bar widerstehen; Neutronenbestrahlung beim Betrieb macht den Stahl im Laufe der Zeit immer spröder) nicht ordnungsgemäß oder widersprüchlich dokumentiert wurden. Das Gutachten geht auf eine Zeugenaussage über eine angeblich nicht fachgerecht korrigierte Rohrverbindung zurück. Es zeigt auf, dass die Sicherheit möglicherweise falsch ausgeführter Schweißnähte (in diesem Fall unter Umständen z. B. keine vollständige Entfernung der Wärmeeinflusszone einer vorigen Naht) nicht durch nachträgliches Prüfen gewährleistet werden kann und dass solche Teile im Zweifelsfall komplett ausgetauscht werden müssen, was in Temelín jedoch seitens der tschechischen Atomaufsicht SÚJB nicht als nötig erachtet wurde.
Sylvia Kotting-Uhl fasste 2013 in einer Mitteilung im Bezug auf das Gutachten zusammen, dass anhand ergänzender Schweißnaht-Dokumentation bzw. Nachprüfungen entschieden werden müsse, ob Schweißteile ausgetauscht werden müssen.

## Daten der Reaktorblöcke
Das Kernkraftwerk Temelín hat zwei Blöcke, zwei weitere Blöcke wurden nicht fertiggestellt:
| Reaktorblock | Reaktortyp    | Netto- leistung | Brutto- leistung | Baubeginn  | Netzsyn- chronisation        | Kommerzieller Betrieb      | Abschaltung                  |
| ------------ | ------------- | --------------- | ---------------- | ---------- | ---------------------------- | -------------------------- | ---------------------------- |
| Temelín-1    | WWER-1000/320 | 1027 MW         | 1082 MW          | 01.02.1987 | 21.12.2000                   | 10.06.2002                 | geplant frühestens 2042      |
| Temelín-2    | WWER-1000/320 | 1029 MW         | 1082 MW          | 01.02.1987 | 29.12.2002                   | 18.04.2003                 | geplant frühestens 2043      |
| Temelín-3    | WWER-1000/320 | 892 MW          | 972 MW           | 01.01.1985 | urspr. geplant am 01.11.1995 | urspr. geplant: 01.12.1995 | Bau am 1. März 1990 gestoppt |
| Temelín-4    | WWER-1000/320 | 892 MW          | 972 MW           | 01.01.1985 | urspr. geplant am 01.06.1997 | urspr. geplant: 01.06.1997 | Bau am 1. März 1990 gestoppt |